# Peter Panajotow
Peter Panajotow (bulgarisch Петър Панайотов, wiss. Transliteration Petăr Panajotov; * 5. August 1987) ist ein bulgarischer Radrennfahrer.
Peter Panajotow gewann 2007 eine Etappe bei dem Etappenrennen Paths of King Nikola in Montenegro. Später wurde er bei der bulgarischen U23-Meisterschaft Dritter im Einzelzeitfahren und Zweiter im Straßenrennen. Im Juli konnte er außerdem noch zwei Etappen bei der Ungarn-Rundfahrt für sich entscheiden. Bei der griechischen Rundfahrt Kazantzakia gewann Panajotow zwei Teilstücke sowie die Gesamtwertung.

## Erfolge
2007
- eine Etappe Paths of King Nikola
- zwei Etappen Ungarn-Rundfahrt

## Teams
- 2007 Cycling Club Bourgas
- 2008 Cycling Club Bourgas
- 2009 Cycling Club Bourgas (bis 30.06.)
- 2009 Heraklion-Nessebar (ab 01.07.)